# Skyhook (struttura)

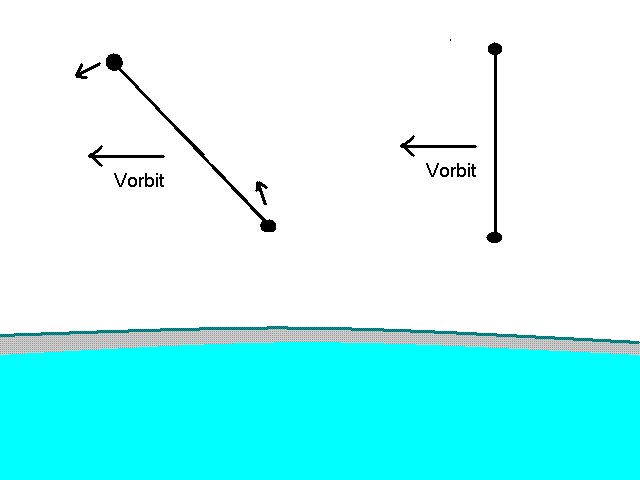
Come apparirebbe in orbita uno skyhook rotante e uno non rotante

Uno skyhook (in italiano, letteralmente, "gancio del cielo") è un cavo per lo scambio di momento angolare che mira a ridurre il costo di posizionamento dei carichi utili nell'orbita terrestre bassa. Il concetto consiste in una pesante stazione orbitante collegata a un cavo che si estende verso l'alta atmosfera. I carichi utili, molto più leggeri della stazione, vengono agganciati all'estremità del cavo durante il suo passaggio, e vengono poi lanciati in orbita mediante la rotazione del cavo attorno al centro di massa. La stazione può quindi essere riavviata alla sua altitudine originale mediante propulsione elettromagnetica, propulsione a razzo o deorbitando un altro oggetto con la stessa energia cinetica trasferita al carico utile.
Uno skyhook differisce da un ascensore spaziale geostazionario in orbita in quanto un skyhook sarebbe molto più corto e non verrebbe in contatto con la superficie della Terra. Uno skyhook richiederebbe un lanciatore suborbitale per raggiungere la sua estremità inferiore, mentre un ascensore spaziale non lo necessiterebbe.

## Storia
Sono stati proposti vari concetti e versioni di skyhook orbitanti sincroni e non rotanti, a partire da Isaacs nel 1966, Artsutanov nel 1967, Pearson e Colombo nel 1975, Kalaghan nel 1978, e Braginski nel 1985. Le versioni con il miglior potenziale comportano un cavo molto più corto posizionato nell'orbita terrestre bassa che ruota nel suo piano orbitale e le cui estremità sfiorano l'atmosfera terrestre superiore, mentre il movimento rotatorio annulla il movimento orbitale a livello del suolo. Queste versioni di skyhook "rotanti" furono proposte da Moravec nel 1976, e Sarmont nel 1994.
Quando lo scienziato italiano Giuseppe Colombo propose all'inizio degli anni '70 l'idea di utilizzare un cavo di stabilizzazione mareale per i satelliti di osservazione della Terra rivolti verso il basso, la NASA iniziò ufficialmente a valutare nel 1979 le possibili applicazioni scientifiche per i lunghi cavi nello spazio e se era degno dell'attenzione dell'agenzia spaziale lo sviluppo di una struttura spaziale con cavo. Ciò ha portato a un sistema di ancoraggio basato su uno Shuttle: la missione TSS-1R, lanciata il 22 febbraio 1996 su STS-75, che si è concentrata sulla caratterizzazione del comportamento di base del cavo spaziale e sulla fisica del plasma spaziale. Il satellite italiano è stato schierato a una distanza di 19,7 km (12,2 mi) dallo Space Shuttle.
Un ingegnere ha ipotizzato nel 1994 che lo skyhook potesse essere più efficiente in termini di costi rispetto a ciò che si ritiene realizzabile utilizzando un ascensore spaziale.
Nel 2000 e nel 2001, la Boeing Phantom Works, con una sovvenzione della NASA Institute for Advanced Concepts, ha eseguito uno studio dettagliato della fattibilità ingegneristica e commerciale di vari progetti di skyhook. Hanno studiato in dettaglio una variante specifica di questo concetto, chiamata "Hypersonic Airplane Space Tether Orbital Launch System" o HASTOL. Questo progetto richiedeva che un aereo ramjet o scramjet ipersonico intercettasse un gancio rotante mentre volava a Mach 10.
Sebbene nessuno skyhook sia stato ancora costruito, ci sono stati numerosi esperimenti di volo che esplorano vari aspetti del concetto di cavo spaziale in generale.

## Tipi di skyhook

### Skyhook non rotante

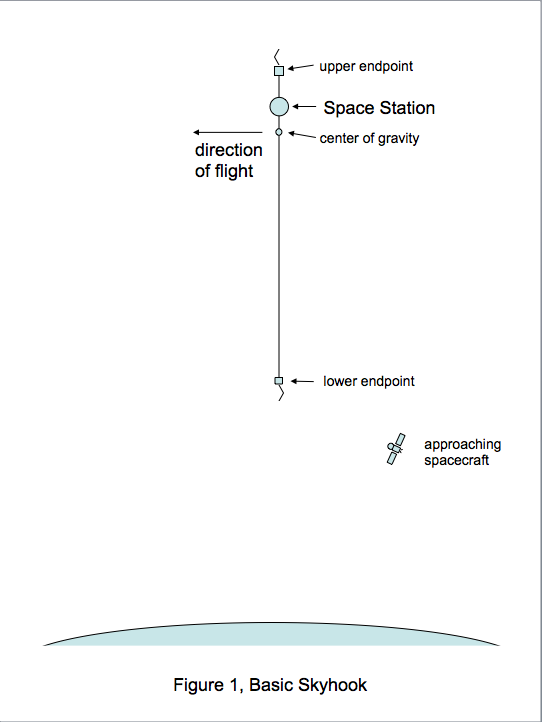
Skyhook non rotante lungo 200 km, come proposto da E. Sarmont nel 1990

Uno skyhook non rotante è un cavo verticale stabilizzato a gradiente di gravità il cui punto finale inferiore sembra sospeso dal cielo. È stato questo aspetto che ha portato all'adozione del nome "skyhook" per la struttura. (Dall'inglese, "sky" significa "cielo" e "hook" significa "gancio").

### Skyhook rotante

Il concetto del roteante. Se la velocità orbitale e la velocità di rotazione del cavo sono sincronizzate, la punta della corda si sposta in una curva cicloide.
Nel punto più basso, la punta è momentaneamente ferma rispetto al suolo, dove può "agganciare" il carico utile e farlo oscillare verso orbita.

Ruotando il cavo attorno al centro di massa orbitante in direzione opposta al movimento orbitale, è possibile ridurre la velocità del gancio rispetto al suolo. Ciò riduce la forza del cavo richiesta e ne facilita l'agganciamento.
La rotazione del cavo può essere fatta in modo che corrisponda esattamente alla velocità orbitale (circa 7–8 km / s). In questa configurazione, il gancio traccerebbe un percorso simile a un cardioide. Dal punto di vista del suolo, il gancio sembrerebbe scendere quasi verticalmente, fermarsi e poi risalire. Questa configurazione riduce al minimo la resistenza aerodinamica e quindi consente al gancio di scendere in profondità nell'atmosfera. Tuttavia, secondo lo studio HASTOL, uno skyhook di questo tipo in orbita terrestre richiederebbe un contrappeso molto grande, dell'ordine di 1000-2000 volte la massa del carico, e il cavo dovrebbe essere riavvolto meccanicamente dopo averlo raccolto il carico per mantenere la sincronizzazione tra la rotazione del cavo e la sua orbita.
La fase I dello studio Hypersonic Airplane Space Tether Orbital Launch (HASTOL) della Boeing, pubblicato nel 2000, ha proposto un cavo lungo 600 km, in un'orbita equatoriale a 610–700 km di altitudine, ruotando con una velocità di punta di 3,5 km/s. Ciò darebbe alla punta una velocità al suolo di 3,6 km/s (Mach 10), che sarebbe eguagliato da un aereo ipersonico che trasporta il modulo di carico, con trasferimento a un'altitudine di 100 km. Il cavo sarebbe costituito da materiali esistenti disponibili in commercio: principalmente Spectra 2000 (una sorta di polietilene ad altissimo peso molecolare), ad eccezione dei 20 km più esterni che sarebbero stati realizzati in Zylon PBO resistente al calore. Con una massa di carico nominale di 14 tonnellate, il cavo Spectra/Zylon peserebbe 1300 tonnellate, ovvero 90 volte la massa del carico utile. Gli autori hanno affermato: «Il messaggio principale che vogliamo lasciare al lettore è: "Non abbiamo bisogno di materiali magici come 'nanotubi di carbonio Buckminster-Fuller' per creare la struttura di collegamento spaziale per un sistema HASTOL. I materiali esistenti andranno bene."»
La seconda fase dello studio HASTOL, pubblicato nel 2001, proponeva di aumentare la velocità di intercettazione a Mach 15-17 e aumentare l'altitudine di intercettazione a 150 km, il che ridurrebbe la massa della fune necessaria di un fattore tre. La velocità più elevata sarebbe ottenuta utilizzando uno razzo mono-stadio riutilizzabile invece di un velivolo esclusivamente a getto d'aria. Lo studio ha concluso che, sebbene non ci siano "ostacoli tecnici fondamentali", sarebbe necessario un miglioramento sostanziale della tecnologia. In particolare, si temeva che un cavo nudo Spectra 2000 sarebbe stato rapidamente eroso dall'ossigeno atomico; a questo componente è stato assegnato un livello di prontezza tecnologica di 2.